# Kartal Tibet
Kartal Tibet (Ankara, 27 maart 1938 – Istanboel, 1 juli 2021) was een Turks acteur en filmregisseur. Enkele van zijn beroemde films zijn Ölmeyen Aşk, Dağlar Kızı, Senede Bir Gün, Sultan, Zübük, Gol Kralı en Şalvar Davası. In 1977 maakte Tibet zijn regiedebuut met de film "Tosun Pasha": tot aan zijn overlijden regisseerde hij 56 films. De meeste van deze films werden erg succesvol in Turkije. In meer dan 20 van deze films speelde de acteur Kemal Sunal. Tibet overleed op 1 juli 2021 op 83-jarige leeftijd.

## Filmografie
- 1965: Karaoğlan: Altay’dan Gelen Yiğit
- 1965: Hıçkırık
- 1966: Ölmeyen Aşk
- Çalıkuşu (1966) - Kamuran
- Baybora’nın Oğlu (1966) - Karaoğlan
- Kanunsuz Yol (1966)
- Yiğit Kanı (1966)
- Beyoğlu’nda Vuruşanlar (1966)
- Fatih’in Fedaisi (1966)
- Ben Bir Sokak Kadınıyım (1966) - Ferdi
- Ölüm Temizler (1966)
- Bir Millet Uyanıyor (1966) - Yüzbaşı Davut
- İnsan Bir Kere Ölür (1966)
- Camoka’nın İntikamı (1966) - Karaoğlan
- Arzunun Bedeli (1966)
- Siyah Gül (1966)
- Damgalı Kadın (1966)
- Son Gece (1967) - Yüzbaşı Faruk
- Parmaklıklar Arkasında (1967) - Ali Erhan
- Osmanlı Kabadayısı (1967) - Deli Murat
- Kader Bağı (1967) - Korkusuz Bill
- Ölünceye Kadar (1967)
- Paşa Kızı (1967) - Selim
- Sefiller (1967) - Kemal/Sedat
- Amansız Takip (1967)
- Ömre Bedel Kız (1967) - Vedat
- Hırsız Prenses (1967)
- Dokuzuncu Hariciye Koğuşu (1967)
- Bizanslı Zorba (1967) - Karaoğlan
- Karaoğlan Yeşil Ejder (1967) - Karaoğlan
- Kara Davut (1967)
- Kanunsuz Toprak (1967)
- Elveda (1967)
- Sabahsız Geceler (1968) - Salih
- Nilgün (1968) - Ömer
- İstanbul Tatili (1968) - Ali
- Aşka Tövbe (1968) - Mübin
- Kanun Namına (1968) - Murat
- Tahran Macerası (1968) - Ali
- Hırsız Kız (1968) - Ömer
- Son Hatıra (1968) - Ferit
- Funda (1968) - Vedat
- Benim De Kalbim Var (1968) - Murat
- Sarmaşık Gülleri (1968) - Necip
- Sevemez Kimse Seni (1968) - Ferit
- İngiliz Kemal (1968)
- Mafia Ölüm Saçıyor (1968)
- Bağdat Hırsızı (1968)
- Deli Murat (1969) - Deli Murat
- Tarkan (1969) - Tarkan
- Yumurcak (1969) - Nihat
- Cilveli Kız (1969) - Aydın
- Boş Çerçeve (1969) - Ferit
- Seninle Düştüm Dile (1969) - Kenan
- Kızım ve Ben (1969)
- Dağlar Şahini (1969) - Şahin
- Çakırcalı Mehmet Efe (1969) - Çakırcalı Mehmet Efe
- Namus Fedaisi (1969)
- Namluda Beş Kurşun (1969)
- Kötü Kader (1969)
- Dağlar Kızı Reyhan (1969) - Kemal
- Seven Ne Yapmaz (1970) - Fikret
- Tarkan: Gümüş Eyer (1970) - Tarkan
- Güller ve Dikenler (1970) - Eşper
- Küçük Hanımefendi (1970) - Ömer
- Fadime (1970) - Erol
- Sevenler Ölmez (1970) - Kemal
- Kıskanırım Seni (1970)
- Kadın Satılmaz (1970)
- Kaçak (1970) - Doğan
- İşportacı Kız (1970) - Kartal
- Aşk ve Tabanca (1970)
- Arkadaşlık Öldü mü? (1970)
- Son Nefes (1970)
- Beyaz Güller (1970)
- Ateş Parçası (1971) - Tarık Arman
- Senede Bir Gün (1971) - Emin
- Mahşere Kadar (1971) - Murat
- Tarkan: Viking Kanı (1971) - Tarkan
- Gelin Çiçeği (1971)
- Ömrümce Unutamadım - Ömrümce Aradım (1971) - Doğan
- Beklenen Şarkı (1971) - Selim
- Sevenler Kavuşurmuş (1971) - Kenan
- Tanrı Şahidimdir (1971)
- Ölmeden Tövbe Et (1971)
- Görünce Kurşunlarım (1971)
- Aşk Uğruna (1971) - Civan Efe
- Son Hıçkırık (1971) - İlhami/Ferit
- Tarkan: Altın Madalyon (1972) - Tarkan
- Karaoğlan Geliyor (1972) - Karaoğlan
- Zulüm (1972) - Tarık
- Kırık Hayat (1972) - Orhan
- İtham Ediyorum (1972) - Aydın Hakman
- Takip (1972)
- Bir Pınar Ki (1972)
- Zorbanın Aşkı (1972) - Ömer
- Yalan Dünya (1972)
- Aşk Fırtınası (1972) - Refik
- Ölüm Dönemeci (1972)
- Sabu Kahraman Korsan (1972)
- Vukuat Var (1972) - Muzaffer
- Bitirimler Sosyetede (1973) - Veli
- Bir Demet Menekşe (1973) - Kenan Manizade
- Zambaklar Açarken (1973) - Oğuz Albatros
- Bataklık Bülbülü (1973) - Yusuf
- Aşk Mahkumu (1973) - Orhan
- Bitirim Kardeşler (1973) - Veli
- Tarkan: Güçlü Kahraman (1973) - Tarkan
- Siyah Eldivenli Adam (1973) - Şeker Ahmet
- Kaderim Kanla Yazıldı (1973)
- Kabadayının Sonu (1973)
- Şeytanın Kurbanları (1973)
- Düşman (1973) - Murat
- Sığıntı (1974) - Kemal Demir
- Erkeksen Kaçma (1974) - Ahmet
- Erkekler Ağlamaz (1974) - Yangın Mehmet
- Gaddar (1974) - Doktor Kemal
- Ölüm Tarlası (1974)
- Curcuna (1975) - Bülent
- Şabaniye (1984)
- Öğretmen (1988)
- Uyanık Gazeteci (1988)
- kim bunlar kim (1990)

### Als regisseur
- Tosun Paşa (1976)
- Cennetin Çocukları (1977)
- Sultan (1978)
- Hababam Sınıfı Dokuz Doğuruyor (1978)
- Şark Bülbülü (1979)
- Umudumuz Şaban (1979)
- Zübük (1980)
- Sevgi Dünyası (1980)
- Gol Kralı (1980)
- Annem Annem (1980)
- Mutlu Ol Yeter (1981)
- Gırgıriyede Şenlik Var (1981)
- Gırgıriye (1981)
- Davaro (1981)
- İffet (1982)
- Gözüm Gibi Sevdim (1982)
- Doktor Civanım (1982)
- Baş Belası (1982)
- Şalvar Davası (1983)
- En Büyük Şaban (1983)
- Çarıklı Milyoner (1983)
- Aile Kadını (1983)
- Şabaniye (1984)
- Bir Sevgi İstiyorum (1984)
- Ortadirek Şaban (1984)
- Sosyete Şaban (1985)
- Şendul Şaban (1985)
- Şaban Pabucu Yarım (1985)
- Keriz (1985)
- Gurbetçi Şaban (1985)
- Katma Değer Şaban (1985)
- Milyarder (1986)
- Yaygara 86 (1986)
- Deli Deli Küpeli (1986)
- Japon İşi (1987)
- Arkadaşım ve Ben (1987)
- Aile Pansiyonu (1987)
- Öğretmen (1988)
- Uyanık Gazeteci (1988)
- Sevimli Hırsız (1988)
- Deniz Yıldızı (1988)
- İnatçı (1988)
- Samanyolu (1989)
- Talih Kuşu (1989)
- Gülen Adam (1989)
- Koltuk Belası (1990)
- Duygu Çemberi (1990)
- Kızlar Yurdu (1992)
- Tanrı Misafiri (1993)
- Süper Baba (1993)
- Bizim Aile (1995)
- Yasemince (1997)
- Ah Bir Zengin Olsam (1999)
- Demir Leblebi (1999)
- Keloğlan-Süperoğlan (2000)
- Sınır (2000)
- Borsa (2000)
- Karate Can (2001)
- Şıh Senem (2003)
- Hababam Sınıfı Merhaba (2003)
- Ağa Kızı (2004)
- AB'nin Yolları Taştan (2005)
- Emret Komutanım (2005)
- Dünyayı Kurtaran Adamın Oğlu (2006)
- Amerikalılar Karadeniz'de 2 (2006)
- Zoraki Koca (2007)
- Hayat Güzeldir (2008)

- Bibliothèque nationale de France: cb16576961f (data)
- Gemeinsame Normdatei: 1256880647
- International Standard Name Identifier: 0000 0000 7910 921X
- Library of Congress Control Number: no2010086410
- Virtual International Authority File: 95069018
- WorldCat: E39PBJd3MBR4BfBCVVMymKj9jC